# Kent Osborne
Kent Osborne est un scénariste, producteur, réalisateur, artiste de storyboard et acteur américain, né le 30 août 1969 au New Jersey.
Il est le frère du réalisateur Mark Osborne

## Filmographie

### Réalisateur
- 2006 : Shorty McShorts' Shorts
- 2008 : Swedish Blueballs
- 2011 : The Exhibitionist

### Producteur
- 2003 : Day 37
- 2010 : Audrey the Trainwreck
- 2010 : Open Five
- 2011 : Uncle Kent
- 2011 : Worst in Show
- 2011 : Autoerotic
- 2012 : Welcome to the Machine
- 2012 : Empire Builder

### Scénariste
- 1990 : A Shattered Dream
- 2000 : Dropping Out
- 2002-2005 : Bob l'éponge (23 épisodes)
- 2003 : Day 37
- 2004 : Bob l'éponge, le film
- 2006 : Shorty McShorts' Shorts (1 épisode)
- 2006-2007 : Camp Lazlo (17 épisodes)
- 2007 : Hannah Takes the Stairs
- 2008 : Swedish Blueballs
- 2008 : Phinéas et Ferb (4 épisodes)
- 2008-2010 : Les Merveilleuses Mésaventures de Flapjack (55 épisodes)
- 2010 : Regular Show (1 épisode)
- 2010-2014 : Adventure Time (61 épisodes)
- 2011 : Uncle Kent
- 2011 : Thank You

### Artiste de storyboard
- 1994 : Alapalooza: The Videos
- 2002-2004 : Bob l'éponge (8 épisodes)
- 2004 : Bob l'éponge, le film
- 2006-2007 : Camp Lazlo (13 épisodes)
- 2008 : Phinéas et Ferb (6 épisodes)
- 2008-2010 : Les Merveilleuses Mésaventures de Flapjack (17 épisodes)
- 2010 : Regular Show (1 épisode)
- 2010-2012 : Adventure Time (9 épisodes)
- 2011 : Le Monde incroyable de Gumball (1 épisode)

### Acteur
- 1992 : La Différence (School Ties) de Robert Mandel : Emile
- 1998 : Piège à Hong Kong : Pachy
- 1999 : Herd : Dorman
- 2000 : Dropping Out : Emile
- 2000 : Exposure (1 épisode) : Bob
- 2002-2004 : Bob l'éponge (5 épisodes) : Divers rôles
- 2003 : Day 37 : Sergent Mallory
- 2004 : I Am Stamos : Lackey
- 2004 : Open House : Walter
- 2004 : Famille à louer : Marley
- 2006 : Shorty McShorts' Shorts (2 épisodes) : voix additionnelle
- 2007 : Hannah Takes the Stairs : Matt
- 2007 : The Pipe : Le paramédical
- 2008 : Swedish Blueballs : Le touriste américain
- 2008 : Nights and Weekends : Le petite amie de la sœur de Mattie
- 2008 : Kung Fu Panda : Le cochon fan
- 2008-2010 : Les Merveilleuses Mésaventures de Flapjack (10 épisodes) : Divers rôles
- 2009 : Confidences sur l'oreiller
- 2009 : Alexander the Last : Reggie
- 2009 : Monstres contre Aliens : Le technicien Jerry
- 2010-2013 : Adventure Time (14 épisodes) : Divers rôles
- 2011 : Uncle Kent
- 2011 : How to Cheat : Mark
- 2011 : The Exhibitionist : Le patron du musée
- 2011 : Histoire de l'art
- 2012 : Holiday Road : Keegan